# Santa Quitéria (gemeente)
Santa Quitéria is een gemeente in de Braziliaanse deelstaat Ceará. De gemeente telt 45.080 inwoners (schatting 2009).
De gemeente grenst aan Cariré, Groaíras, Forquilha, Sobral, Irauçuba, Canindé, Itatira, Boa Viagem, Monsenhor Tabosa, Catunda, Hidrolândia, Pires Ferreira en Varjota.